# キャプテン・アース
『キャプテン・アース』（Captain Earth）は、ボンズ制作による日本のオリジナルテレビアニメ。2014年4月から9月までMBS、TOKYO MXほかにて放送された。
監督の五十嵐卓哉やシリーズ構成の榎戸洋司、そしてアニメーション制作のボンズなど、2010年に放送された『STAR DRIVER 輝きのタクト』のスタッフが再集結したオリジナルアニメである。
種子島を舞台に、不思議な記憶を持った少年を中心とした青春群像劇や、巨大ロボット「アースエンジン」と機械に精神を宿すデジタル生命体「キルトガング」との戦いを描く。

## プロモーション
アニメ雑誌『Newtype』2013年10月号に第一報が掲載され、企画やメカニック（シルエットのみ）が発表された後、同年12月22日には公式サイトや公式Twitterが開設され、キービジュアル第1弾とPV第1弾がそれぞれ公開された。
2014年1月10日にはメインキャラクター4人のビジュアルとキャストが公開された。同年2月22日には公式サイトのリニューアルに合わせてPV第2弾が公開され、同年3月15日にはPV第3弾と放送情報が公開された。同年3月20日には追加キャストが公開された。
2014年3月23日にはAnimeJapan 2014の電通ブースに主役ロボット「アースエンジン・インパクター」を描いた6メートル超のパネルが展示され、同年3月29日には舞浜アンフィシアターで第1話と第2話の先行上映を含む放送開始直前プレミアムイベントが開催された。
2014年4月1日の12:00にはメディエーターの「ふらっと動画」から配信を提供されているインターネットカフェで第1話の先行配信が同年4月4日17:00までの期間限定で行われ、その終了直後から同年5月3日まで出演声優へのインタビュー付きPVが独占公開された。

## ストーリー
種子島出身の高校2年生の真夏ダイチは、日常の生活に違和感を覚え、学業にも身が入らない日々を過ごしていた。ある日、テレビのニュース番組で見た丸い虹に幼少時の体験を重ね合わせたダイチは、夏休みを利用して種子島へ旅立つ。そこで亡き父、真夏タイヨウの墓参りをした後、幼少時の友達である嵐テッペイと夢塔ハナの2人と出会った思い出の地である宇宙基地を訪れる。テッペイは昔、ダイチの目の前で手の平から「丸い虹」を出して見せたことがあったのだった。
基地の地下へ足を踏み入れたダイチは、謎の少女のエーリアルと出会い、宇宙からの侵略者「キルトガング」が地球に迫る姿を見せつけられる。地球を守る力を欲したダイチの手には、いつの間にか「ライブラスター」という銃が握られており、超国家的組織「Globe（グローブ）」の開発した有人インパクター「アースエンジン・インパクター」のパイロットとして出撃。何の説明もないままの出撃だったが、何とか戦闘をこなしキルトガングを退けることに成功した。
帰還後、ダイチはテッペイとハナに再会し、父の親友である西久保ツトムがGlobeの司令であること、キルトガングが地球人の持つ生命エネルギー「リビドー（オルゴンエネルギー）」を収集するために地球を襲うこと、彼らがもし地球にたどり着いてしまうと人類は絶滅することを知る。
その後、アマラとモコの2人のみであったキルトガングは、自分達の仲間となるべく作られたアバター（分身体）のデザイナーズチャイルドの面々を次々と覚醒させ、「遊星歯車装置」を集結させる。ある際は「マシングッドフェロー」という小型機動兵器で、またある際はキルトガング本来の姿で執拗にダイチ達や地球を襲撃する。
また、キルトガングに抵抗するよりも、地球を捨てて脱出しようとするGlobe内の「方舟派」が、ツトム達「迎撃派」に対して不穏な動きを見せ始める。このような事態に対してツトムは、独立遊撃部隊「ミッドサマーズナイツ」を結成。ダイチ、テッペイ、ハナ、さらに自身の娘の夜祭アカリを加えた4人を、ミッドサマーズナイツのメンバーに任命するのだった。
ミッドサマーズナイツの「キャプテン」に選ばれたダイチは当初それを受け入れられずにいたが、自分を支えてくれる大切な友人や仲間達、そしてキルトガングとの戦闘を経て成長し、キャプテンとしての自覚を抱いていく。

## 登場人物

### Globe（グローブ）

#### ミッドサマーズナイツ
真夏 ダイチ（まなつ ダイチ）
声 - 入野自由 / 幼少期 - 中上育実
本作の主人公。17歳。高校2年生。幼少時に母を病気で、8歳の時に父を宇宙事故で亡くして以来、種子島を離れて閉塞感を抱えながらも、東京の蘭月高校に通う生活を続けていたが、テレビで見た「丸い虹」が気になって夏休みに再び種子島を訪れ、アースエンジンの起動に必要なライブラスターを手に入れたことからアースエンジンのパイロット（アースドライバー）になる。種子島に来てからは水を得た魚のように生き生きと生活している。子供の頃からブーメランが得意で、作中で度々その腕を披露している。また、コンピューターゲーム（特にアクション）も得意で、アースエンジンの操縦に役立っている。元陸上部で足が速い。とても素直な性格で責任感が強く、偏見や先入観に囚われることのない豊かな感受性の持ち主。
ツトムからGlobe種子島基地独立遊撃部隊「ミッドサマーズナイツ」のキャプテンに任命される。それ以降は皆から「キャプテン」と呼ばれるようになる。当初は違和感があったようだが、徐々に受け入れていく。ハナのことは特定の異性として意識しており、最終的に彼女と恋仲になる。テッペイとは時折、亡き父タイヨウから送られた「ブルースター」と呼ばれる石のペンダントを巡るゲームを行っている。
ロビングッドフェローとの最終決戦ではアースエンジン・インパクター単機で地球圏にエンタングル・リンクし、「スティグマグナム」で開けた穴から突入、奪われていたハナをテレパシーキスで取り戻す。そしてハナの「地球を守るため、いつ死んでも後悔しない生き方をしたい」という言葉に父の面影を感じ、ハナと二人でロビン（パック）を破壊。彼女を連れて地球へ帰還する。
嵐 テッペイ（あらし テッペイ）
声 - 神谷浩史 / 幼少期 - 牛田裕子
ダイチが幼少時に出会った少年。17歳。その際にダイチからもらったペンダントを、再会するまでずっと身に着けている。手に丸い虹を出現させることができるなど人と違う能力を持つがゆえに疎外感を抱えているが、幼少時に出会ったダイチだけが差別せずに受け入れてくれたことはテッペイにとって大切な思い出となっている。趣味は天体観測。
実は彼の正体はデザイナーズチャイルドと呼ばれる地球人類の遺伝子を操作して生まれたキルトガング「アルビオン」のアバター（分身体）で、デザイナーズチャイルドとしての名は「アラヤ」。テッペイという名前は遺伝子提供者の嵐エイジが付けた。マクベス社が起こした過去の「神田事件」の時、専用のマシングッドフェロー「荒武者」と共にGlobeに引き取られ、アースエンジンの操縦とライブラスターを撃つための各種訓練を受けていた。
アマラとモコとの戦闘時、ダイチを守る代償として自らのエゴブロックを破壊したが、キルトガングとしての能力を失う代わりに3挺目のライブラスター「ドリームキャッチャー」を手にした。そして、アースエンジン開発用のプロトタイプだったものを改造したネビュラエンジンに乗り込み、2人目のアースドライバーとなった。ミッドサマーズナイツの一員としてうまく活躍できないこと、アカリを危険な目に遇わせてしまった後悔、そして遊星歯車装置としての過去の記憶などから苦悩を抱えており、自分の存在の不確かさから孤独感にさいなまれていたが、第20話にて天海道内でアカリから手を差し伸べられ、彼女に今までの悩みを吐露した後にキスをされる。その後は自分を肯定する新たな強さを得た。最終話ではアカリと共にエンタングル・リンクで地球圏に帰還するが、ダイチとロビングッドフェローの最終決戦には間に合わなかった。
夢塔 ハナ（むとう ハナ）
声 - 茅野愛衣
本作のヒロイン。外見年齢は17歳程度。ダイチが幼少時に種子島の立ち入り禁止区域の地下深くを訪れた際、そこにあった液状の球体の中でライブラスターを抱えて眠っていた、褐色の肌と長い黒髪を持つ少女。ダイチが球体に触れたことで目覚めた。普段の服装は主に白いワンピース姿。アマラやモコからは「ブルーメの姫様」と呼ばれている。歌うことによって、ブルーメに蓄えられたオルゴンエネルギーを自身の身体を仲介してマシングッドフェローに注入することができる。Globeの方舟派が推進するキヴォトス計画に必要な存在とされていて、方舟派に狙われている。ダイチに好意を抱いており、彼が就寝した後に「おやすみのキス」をしていたが、起きている時には出来ないでいた。それはテレパシーキスによってダイチに自分の正体が知られるのを恐れてのことだったが、ダイチはハナの正体に薄々気付いていたため、最終的には彼女の好意を受け入れた。
彼女の正体は、ライブラスターを撃つためにオルゴンエネルギーを操ることの出来るキルトガングの王族の因子から作られた、地球人でもキルトガングでもない人工生命体（ブルーメの生体部品）である。彼女が地球に漂着したのは数千万年前になる。キルトガングが彼女を作った理由は、もし無限のエネルギーを作り出すことが出来ると言われるライブラスターを自由に使うことができれば永遠にリビドー切れ（=キルトガングにとっての死）の心配する必要が無くなり、また兵器として利用できるからである。しかしハナはライブラスターを撃つことは出来ず、暗闇で見た一筋の光を求めて地球の種子島に逃れてきた。
乗ってきたブルーメを種子島近海の海中に隠しており、久部所有の衛星「レガシー」が地球に落下した際は、そのビームを使って衛星を破壊した。その後、囚われた自分のためにアマラ達に攻撃されるダイチとテッペイを見て、彼らの時と同じようにエーリアルの笛の音を聞きライブラスターが撃てるようになった。そして、アースエンジンやネビュラエンジンの予備機として開発・製造してあったフレアエンジンに乗り込み、3人目のアースドライバーとなった。もともとGlobeでテッペイと同様の訓練を受けていて、本人曰く「射撃のスコアはテッペイより上」とのこと。
オペレーション・サマー終盤にロビン（パック）にブルーメごと体を乗っ取られ「ダークハナ」となってしまう（その際は髪の色が白に変わり、服装や口調も変化した）。しかし、地球圏にエンタングル・リンクしたロビングッドフェローを追って来たダイチにテレパシーキスをされて、体を取り戻す。そしてロビンの嘘を看破し、ダイチと二人でロビングッドフェローを破壊。彼に連れられて地球へ帰還する。
ピッツ
声 - 小岩井ことり
ハナが連れている、水色のリスのような動物。ハナと意思の疎通ができる。オルゴンエネルギーの流れや気配を感知することができ、間接的にキルトガングやマシングッドフェローの出現位置を予測出来る能力があったが、ハナを守ろうとアマラに噛み付き、壁に叩き付けられて怪我をした際、能力が一度失われてしまったが、後に元気を取り戻して能力も復活した。
夜祭 アカリ（よまつり アカリ）
声 - 日高里菜
Globe種子島基地司令官のツトムと天海道知事ツバキの娘。17歳。天才的なハッカーであり、Globeのシステムに侵入した腕前をピーターに見込まれスカウトされた。ハッキングだけでなく、趣味としてFXもやっている（親の同意あり）。Globe加入後はダイチ達アースドライバーを補佐するフライトディレクターや、ハッキングスキルを生かしての情報収集で活躍し、ミッドサマーズナイツのブレーンとして、後方からダイチ達の戦闘を支えている。「魔法少女」を自称する不思議系で、ヒロイン願望が強い。羞恥心が薄いのか、ダイチなどに対して「ヘソフォルテ」というお腹を見せる行為（本人曰く、「回復魔法」）を何度か行っている（後にハナもそれを真似しているが、白ワンピース姿で行ったため、ダイチからは「攻撃魔法」と称された）。一人称は「おいら」。
母・ツバキによってキヴォトス計画の第3次スリーパー候補に登録されていたが、アカリ当人は極秘であるはずのキヴォトス計画の真実を把握しており、一部の人間が助かることが目的の計画に対して強い疑念を抱いている。一見お気楽キャラのように見えるが、内心は毅然とした性格を持ち、アマラ達に拉致されGlobeへの攻撃を強要されそうになった際には、「世界中の核攻撃システムを起動させて人類を滅亡させ、キルトガングのリビドー収集を妨害する」と逆に脅しをかけて自身を解放させている。オペレーション・サマーではキヴォトスの操縦を担った。その際は「海賊フォーメーション（ネビュラエンジンがブルーメの船首でDCバリアを張り、船尾のアースエンジンがブーステッド・プラズマグナムで敵を殲滅する作戦陣形）」の号令を掛けている。

#### 種子島基地
西久保 ツトム（にしくぼ ツトム）
声 - 小山力也
Globe種子島基地の司令官。44歳。ダイチの父・タイヨウの親友であり、彼の戦死を見届けた同志。アカリの父親だが、母親のツバキとは既に離婚しており、アカリと顔を合わせるのも5年ぶりであった。現在はダイチ、テッペイ、ハナ、アカリを種子島の自宅に預かっていて、彼ら全員の保護者と言える状態にある。
情に篤く人道を重んじる人物で、「迎撃派」の最右翼といえる存在。故に「キヴォトス計画」を推進し、目的のためなら冷酷な手段も厭わぬソルティドッグ（方舟派）とは折り合いが悪い。その性格ゆえ少年達を地球防衛の矢面に立たせることには否定的だったが、ダイチ達の成長や決意を目の当たりにして翻意。彼らを「ミッドサマーズナイツ」に任命し、正式に地球防衛を託すに至った。そして迎撃だけではなく、敵の本拠地オーベロンを直接叩くことを目的とした「オペレーション・サマー」を推し進める。
日野 リタ（ひの リタ）
声 - 名塚佳織
Globe種子島基地の副司令。26歳。ツトムを補佐する眼鏡の女性。約4年前にGlobeへとスカウトされたが、その際のツトムの行動から、アカリからはツトムと恋愛関係にあるのではないかと疑われている。ハナとピッツによってマシングッドフェローの出現位置を予想できるようになってからは、ダイチらと共に機動列車で移動し、彼らの戦闘を支援する。また、独自に神田事件後のデザイナーズチャイルドの行方を追うという行動力も見せている。
ピーター・ウエストビレッジ
声 - 坂口候一
Globe種子島基地の科学部長。44歳。常に冷静沈着で、理知的な人物。常識に囚われない合理的思考の持ち主で、ライブラスターを所持していたダイチをアースエンジンに搭乗させたり、ハッカーとして接触してきたアカリを独断でGlobeに引き入れるなど、その判断は時として大胆である。「キヴォトス計画」の立案に関わり、エンジンシリーズの開発にも携わる。感情豊かなツトムとは対照的な性格ながら息が合うようで、彼の右腕として全幅の信頼を得ている。かつては、マクベス・エンタープライゼスで科学顧問をしていた。
サンダー
声 - 髙木俊
種子島基地のオペレーター。26歳。眼鏡の黒人男性。トリアスと共に軍事訓練を受けており、いざという時には銃を取る。
トリアス
声 - 金本涼輔
種子島基地のオペレーター。26歳。金髪の男性。サンダーの相方。
渋谷（しぶや）
声 - 志村知幸
種子島基地の専属医師。ダイチやハナ、テッペイの主治医で、技術が高く知識も豊富。

#### 天海道
夜祭 ツバキ（よまつり ツバキ）
声 - 沢海陽子
天海道の知事（司令官）。44歳。アカリの母親でツトムの元妻。普段は毅然とした態度だが、娘のアカリを心配する時は母親の顔になる。天海道を訪れたハナからは励ましを受け、「オペレーション・サマー」発動時はハナの母代わりとして無事彼女達が戻ってくるのを待っていた。
ミア
声 - 小岩井ことり
天海道のオペレーター。26歳。金髪の女性。テッペイに気があり、レナと二人で彼にアプローチをしている。エンジンシリーズのエクスパンション・シーケンスの制御も担当する。
レナ
声 - 中上育実
天海道のオペレーター。26歳。茶髪の女性。息抜きにミアと天海道内のプールをよく利用している。

#### ソルティドッグ
広末 レイト（ひろすえ レイト）
声 - 草尾毅
Globeの監察セクション「ソルティドッグ」の監察官兼内務調査官。35歳。種子島基地に出向しており、テッペイとハナを監視することが主な役目。その態度は陰険で高圧的であり、場合によってはテッペイ達へ器具（リードギア）による苦痛を与えることも厭わない。裏の顔は方舟派の一員で、ツトム達迎撃派の動向の監視と妨害工作も行なう。
方舟派にとって障害になりうるダイチの存在を快く思っておらず、アマロックの襲撃時にタイヨウを殺した仇であることを暴露し、ダイチを修理未完了のアースエンジンで出撃させて抹殺しようとするが、アルビオン（テッペイ）の介入で失敗。次はハナを拉致しようと強攻策に出るが、その場に駆けつけたダイチに防がれてまたも失敗し、身柄はソルティドッグに引き渡された。
その後、第20話で幹部達の意向によりオペレーション・サマーを阻止するための工作員として天海道へ送り込まれ、再びダイチの前に姿を現す。天海道の各所に爆弾を仕掛けてハナを拉致するが、アイの策略で天海道にデブリが迫っていることを知る。そして、テッペイが犠牲になるかもしれないなかで、今するべきことを優先して引き金を引いたダイチの覚悟を見て考えを改め、ダイチのことは未だに大嫌いだが、自分の家族、ひいては人類を守るために地球を救って欲しいと彼に告げ、投降する。
サー・ドギー / プロフェッサー・カニス
声 - 五王四郎
ソルティドッグの幹部で方舟派の一員。頭頂部が禿げた男性。71歳。キヴォトスの開発メンバーで、天海道にはカニスの名で技術者として出入りしている。ダイチの前に姿を現し、彼を「運命に選ばれた英雄」と呼び握手をするが、内心ではただの小僧としてダイチを見下すなど傲慢で狭量な性格。普段は他の2人と「ドッグハウス」と呼ばれる部屋で迎撃派の動向を注視している。
スピッツやミスター・バウと共に自分達の目的のためならば多少の犠牲も厭わず、横槍や卑怯な手も平気で使い、幾度もミッドサマーズナイツを危機に陥らせる。迎撃派やキルトガングに対抗するためにケルベロス、サラマーエンジン、ガルムエンジンの3種類のインパクターを独自に開発・配備させている。ガルムエンジンの破壊後の方舟派の出番は無く、その後の動向は不明。
スピッツ / 安藤 ニオ（あんどう ニオ）
声 - 松谷彼哉
ソルティドッグの幹部で方舟派の一員。長い金髪の女性。26歳。レイトに替わり、監察官として種子島基地に派遣される。
有人機（エンジンシリーズ）によるキルトガング迎撃を古い手段として見下し、無人インパクター「ケルベロス」こそが防衛に最適な存在であると高を括ったが、モコにハッキングされコントロールを奪われた。迎撃に出ていたダイチ達を信用せずに、低軌道インパクターの起動を要請しようとするなど、視野狭窄な一面が見られる。
ミスター・バウ
声 - 斧アツシ
ソルティドッグの幹部で方舟派の一員。髭を生やした紳士風の男。62歳。糸電話のような通信機で幾度もレイトと連絡を取り合っていた人物。ハナを手に入れて、ダイチとテッペイを抹殺するためにサラマーエンジンを送り込むが、ブルーメの起動により失敗する。

#### その他の関係者
ジャック
声 - 廣田行生
迎撃派のスリートップの一人。カラーレンズ入りの眼鏡を掛けた黒人。クイーンと共に「司令」と呼ばれる。
クイーン
声 - 安藤麻吹
迎撃派のスリートップの一人。男のような顔立ちだが、女性である。
キング
迎撃派のスリートップの一人。存在だけが語られるのみで、作中には登場しない。ダイチ達を評価しているらしい。

### マクベス・エンタープライゼス
久部 マサキ（くべ マサキ）
声 - 内田夕夜
マクベス・エンタープライゼスのCEO。35歳。神田事件で自殺した神田タカシの後を受け、マクベス社創業家の久部家から社長になり、会社と人工知能のパックを引き継いだ。「キヴォトス計画」にも関わっており、キルトガングによってもたらされた未曾有の危機のあと、久部自身が生き残った人類を率いて新たな世界（理想郷）を構築するという、「マクベス革命」を企んでいる。マシングッドフェローのニューラル・マヌーバ・システム（NMS）も計画遂行時に必要と考え、開発を推し進めている。
自ら海外にいたデザイナーズチャイルドのアマラとモコを日本に呼び寄せ、秘密裏に社内へ匿っていたが、彼らがキルトガングのアバターだとは気付いていなかった。そしてアマラ達とキルトガングの関係に疑念を抱き、パックを問い正したが、逆にマオが開発したインストール装置を使われてパックに体を奪われた。それ以降は、パックと久部は同一意識体になり、二人で会話している時にはパックとしての意識を株分けし、情報交換し合っている。ロビン（パック）破壊後の動向（精神の状態など）は不明。
牧野 ヒトミ（まきの ヒトミ）
声 - 牛田裕子
久部社長の秘書。26歳。久部に好意を寄せている。キルトガングや久部の計画については何も知らない。パックに乗っ取られた久部に口説かれ、念願の恋仲になるも、手当たり次第に他の女性社員に手を出す彼の姿に幻滅し、身を引く。
パック
声 - 下和田ヒロキ
マクベス社のコンピューター（AI）。口調は人間臭く、話す内容は下世話なことが多い。口癖は「パックは嘘を申しません」。デザイナーズチャイルドやマシングッドフェローはこのパックの発案。表面上は久部に従順だったが、実際はアマラやモコに協力していた。マオが開発したインストール装置を使って久部の体を乗っ取り、彼に成り代わった後はパックの筐体と久部の肉体を自由に移動し、久部としては牧野ほかマクベス社内の女性を手当たり次第に口説き落とし、パックとしては久部乗っ取りをアマラ達に隠して今まで通りに接し、彼らをも手玉に取ろうと企んでいる節がある。
その正体はキルトガングに作られたオーベロンの制御システム「ロビン」である。キルトガングをサポートする道具として活動していたが、内心では将来的にエゴブロックを得るという野望を抱いていた。そしてマクベス社のAIであったパックをハッキングして乗っ取り、目的に向けた行動を起こし始める。当初は神田社長を利用していたが、彼に真実を知られたため殺害して「神田事件」を起こす（もっとも、この事件とその後の展開はパックにとってややイレギュラーな事態であった）。それからパックとしては後任CEOの久部や遊星歯車装置の面々を騙して操り、ロビンとしてはマオにインストール装置を開発させ、それが完成するとコウイチに強奪させる（その頃までには、パックとロビンは同一意識体となる）。ライブラスターのことは異次元の生命体として脅威に感じており、ブーステッド・プラズマグナムもその絶大な威力を警戒していた。
オーベロンにおけるミッドサマーズナイツとキルトガングの最終決戦の際、ついに本性を現す。既に生体に自分のエゴをインストールする方法すら身に着けたことで、キルトガングをも武器として利用し、その場の主導権を握る。それを危惧したダイチのブーステッド・プラズマグナムによる特攻を受けるが、銀河系に住む全ての知的生命体を自分にインストールして真の神となることを宣言しながら、体をエゴブロック化して復活する（生命が無くとも欲望があればエゴブロックは存在できるとのこと）。そしてハナごとブルーメを乗っ取って、ハナの肉体とライブラスターを手に入れ、ブルーメをロビングッドフェローへ変化させる。ライブラスターは撃てなかったものの、「銀河の絶対的支配者」と名乗ったロビン（パック）はキルトガングの自爆攻撃すら意に介さず、地球圏へエンタングル・リンクを行う。しかし、彼を追って来たダイチの怒涛の攻撃を受けて機体内部へ入り込まれ、ハナの体もテレパシーキスで取り戻されてしまう。その後も自分を撃てばハナも死ぬとダイチを脅すが、エゴブロック化した自身がそのまま地球圏に侵入するとリビドーバーストを起こしてしまうため、だからそれを防ぐための体（ロビングッドフェロー）の損壊を恐れているのだという事実をハナに看破される。最後はダイチとハナのライブラスターの連続射撃でロビングッドフェローを破壊され、自身もエゴブロックを貫かれて爆発・消滅した。
阿賀（あが）
声 - 木村雅史
マクベス社のメカニック。髭の男。マシングッドフェローの整備スタッフで、第3技術開発部に所属している。
メンティス
声 - 杉山大
マクベス社のメカニック。金髪の男性。阿賀の同僚。
神田 タカシ（かんだ タカシ）
声 - 楠見尚己
マクベス・エンタープライゼスの前社長。故人。パックの命令に従ってオルゴンエネルギーの生成に手を染め、リビドーカプセルの製作を行っていたが、真実に気が付いてしまったため、パックの手で自殺に見せかけて殺害された（後の「神田事件」）。死の間際に久部へ「自分ははめられた」と言い残す。

### 遊星歯車装置
アマラ
声 - 鈴村健一
キルトガング「アマロック」のアバター。17歳。遊星歯車装置のリーダー格で、外見は青い髪の青年。永遠の命を持つキルトガングとしての選民思想が強く、人類を純粋なエネルギー源として捉える。地球ではモコと共に一企業の「マクベス・エンタープライゼス」に籍を置き、表向きは軍事兵器としてマシングッドフェローの開発の手伝いをしているが、裏ではそのマシングッドフェローを使って地球人類のリビドーを得ようとしている。
幼い頃、デザイナーズチャイルドとしてモコと共に海外にあるマクベス社の子会社「シートン・カンパニー」の研究施設にいた時に神田事件が起こり、神田に代わりマクベス社の社長になった久部によって日本に呼び寄せられた。当時の年齢は8歳。そして社内で行われたマシングッドフェローの実験中に遊星歯車装置として覚醒した。9年前に地球を襲撃しており、当時迎撃に現れたダイチの父タイヨウを殺している。
ダイチらとの戦いで自身とモコのキルトガングとマシングッドフェローを破壊され、2週間転位できなくなってしまったため、その間は行方不明になっていた遊星歯車装置の残りのメンバー探しに努めていた。ミッドサマーズナイツとの幾度もの戦闘を経て彼らを認めるようになり、オーベロン内に到達したダイチ達を仲間に誘い、エゴブロックを与える代わりにライブラスターを捨てろと告げるが、交渉は決裂する。ロビングッドフェローとの戦いではセツナの変わりように驚くが、自らのエゴブロックを犠牲にしてダイチと彼を庇おうとしたモコを守った。そして全てが終わった後、遊星歯車装置の中でただ一人姿を消した。
モコ
声 - 坂本真綾
キルトガング「モールキン」のアバター。17歳。スタイルの良いピンクの髪の少女。デザイナーズチャイルドとして幼い頃からアマラと一緒に生活と行動を共にし、8歳の時にマシングッドフェローの実験で覚醒したアマラとのテレパシーキスで覚醒する。
優秀なハッカーとしての一面も持つが、その腕はアカリに劣る。自分のアバターとしての体は気に入っており、「好奇心」として男女の恋愛関係といったものに興味を持っていた。アマラに好意を抱いているが、彼はアバターでの恋愛に興味が無いので寂しさを胸に秘めている。
決戦前のメンバー全員との会話では、かつてアマラとクレープ屋をやっていたことを懐かしみ、この星（地球）は、それほど悪くなかったと自論を述べている。ロビングッドフェローとの戦いでは「借りを返す」と言いながらダイチを庇った。その後、セツナやバクと共に自らのエゴブロックを犠牲にしてロビングッドフェローへ特攻した。
ジン
声 - 内山昂輝
キルトガング「ジンバルド」のアバター。17歳。赤髪の青年で、左目が髪で隠れている。神田事件で行方不明になったデザイナーズチャイルドの一人。事件後は警察に保護され、その後は養護施設で育った。16歳に成長してからは高校に通い始め、「世界が面白くなる」と友人に勧められたカメラを手に取るが、信じていた友人達の裏切りから、この手には「何もつかめない」と1年前に中退し、お台場にあるカジノ「オルランド」でディーラーとして働きながら退屈を紛らわしていた。
所在を突き止めてカジノにやってきたモコのテレパシーキスにより覚醒する。覚醒前は先述の裏切りにより本来得られるはずの栄誉や絆、財産などを何一つ得られないことに諦観しきっていたが、覚醒後はキルトガングとしての欲望に忠実になり、世界は面白いと感じるようになる。オーベロンでの決戦では、リンの次にロビン（パック）にエゴブロック化され、アースエンジンの突撃を足止めすべく自爆させられた。
アイ
声 - 山本希望
キルトガング「アイアタル」のアバター。17歳。金髪ショートの少女。神田事件で行方不明になったデザイナーズチャイルドの一人。未就学のまま芸能界入りし、アイドル歌手として活動しているが、素はファンに見せる明るい姿とは正反対の弱気な性格をしている。キャッチフレーズは「元気、ときめき、胸騒ぎ」。施設育ちであり学校にも通っていなかったことを週刊誌で暴露され、マネージャーからは明るいキャラクターを要求されるなど悩んでいた中、新宿のライブ会場にいた所を訪れたモコのテレパシーキスにより覚醒する。覚醒後は強気な性格に変貌している。それ以降のキャッチフレーズは「元気、いただき、吸血鬼」と変え、以前にもましてアイドル活動に取り組んでいる（ファンはいずれ自分達の食糧になるため）。
第20話にて、天海道に「一日知事」としてアイドル活動をしにやって来るが、その裏ではデブリを利用した天海道壊滅を企んでいた（結局はダイチ達の活躍で失敗する）。オーベロンでの決戦では、ジンの次にロビン（パック）にエゴブロック化され、エンタングル・リンクのカモフラージュのために自爆させられた。
リン
声 - 潘めぐみ
キルトガング「リーバン」のアバター。17歳。ウエーブがかかった水色ショート髪の少女。神田事件で行方不明になったデザイナーズチャイルドの一人。事件後は巨大企業家の元で育ち、中学時代は陸上部に所属していた。高校へは行かずにバイクにのめり込むようになり、常に「風」を追い求め、高速道路でバイクによる速さ勝負の賭けなどをしていた。また、より速く走れるバイクを手に入れるため、その頃に出会ったマオの研究に協力して報酬を得ている。
研究所を訪れたアマラとのテレパシーキスにより覚醒し、マシングッドフェローでダイチにスピード勝負を仕掛ける。覚醒後は、海や宇宙で速さを追及しながら快楽を追い求め、「死んでしまうものは人間とは呼べない」と発言するなど、キルトガングとしての選民思想も強く表に出すようになっている。オーベロンでの決戦では、セツナを庇ってロビン（パック）にエゴブロック化され、ブルーメへ特攻させられた。
バク
声 - 豊永利行
キルトガング「バグベア」のアバター。17歳。緑髪をオールバックにし、鍛え上げられた肉体を持った少年。神田事件で行方不明になったデザイナーズチャイルドの一人。事件後は何らかの経緯を経て奴隷市場に売られていたが、12歳の頃にヤクザの麻野田組の一人娘、クミコが彼を引き取った。麻野田組の援助で学校に通う側ら、横浜の非合法な地下闘技場で、無敗のチャンピオンとして闘っていた。自分を救ってくれたクミコに深い恩義を抱いており、彼女だけはなんとしても守りたいと願っていた。しかし、1年前に「マグス号事件」に遭遇してしまう。
物体を壊れる前の状態に戻す「再生」のシンギュラリティを持つが、死者はバーチャル生命体として復活させるに過ぎず、特定の死者のみの再生もできない。マグス号事件の死者を甦らせていたが、モコのテレパシーキスにより覚醒すると同時にクミコを失い、その絶望から自暴自棄となって遊星歯車装置に合流する。他のメンバーと違い、覚醒後も性格は変化していない。
オペレーション・サマー発動の際、エンタングル・リンクに失敗して土星の衛星ハイペリオン付近に出てきたミッドサマーズナイツの前に単騎で現れ、迎撃に出たアースエンジン・インパクターを圧倒するが、ネビュラエンジン・インパクターのブーステッド・プラズマグナムでエゴブロックごと粉砕された。オーベロンでの決戦では、セイレーンの能力で復活したものの、その後、セツナやモコと共に自らのエゴブロックを犠牲にしてロビングッドフェローへ特攻した。
セツナ
声 - 工藤晴香
キルトガング「セイレーン」のアバター。17歳。幼さが残る紫色ショート髪の少女。語尾に「〜なのです」を付ける話し方が特徴。オルゴンエネルギーを操ることの出来るキルトガングの数少ない王族の一人で、アマラ達からは「セイレーン様」と呼ばれている。7歳の時から毬村マオに保護され、長い間彼女の元で暮らしていたが、マオが自分を養っていた真の目的を知って逃亡し、行方不明となる。その後はラッパを描いた絵を売りながら居場所を転々としていたが、モコのシンギュラリティにより居場所をつきとめられ、アマラのテレパシーキスにより覚醒した。覚醒前はピッツに似た「ラッパ」というリスのような小動物を連れていたが、覚醒とともに彼女の前から姿を消した。
神田事件で行方不明になったデザイナーズチャイルドの一人で、キルトガングに転位するのに必要な知的生命体のリビドーを濃縮したもの（高濃縮リビドー）を精製できる唯一のメンバー。精製方法は、セツナが歌うことによって周辺にいる人々のリビドーが集められ、「オルゴンチャージャー」という機械がカプセルに実体化した高濃縮リビドーを注入する。幼い頃の実験では、リビドーを奪われた人々は昏睡状態となり数日間目覚めなかった。
覚醒後も「〜なのです」を語尾に付ける丁寧な口調は変わらないが、自分が人間達に利用されていたことに対して強い嫌悪感を抱いている。しかし一方で、自分達もまたリビドー収集のために人間を利用していることを自覚しており、内心には少なからぬジレンマを抱えている。ロビングッドフェローとの戦いでは自分達がライブラスターを撃てないのはエゴが肥大化した化け物なためであり、それは地球人のアバターとして生きていなければ分からなかったと話し、ロビングッドフェローを生み出した責任を感じ、モコやバクと共に自らのエゴブロックを犠牲にして特攻した。全てが終わった後、彼女の下には再びラッパが現れていた。

### 遊星歯車装置の関係者
高見 タカオ（たかみ タカオ）
声 - 本橋大輔
ジンが通っていた高校の数少ない友人。だが、ジンの撮影した写真を自分の手柄として投稿し、コンクールの入賞を横取りしたばかりかナオコを恋人として手に入れる。
中森 ナオコ（なかもり ナオコ）
声 - タカオユキ
ジンが想いを寄せていた少女。後にタカオと恋人関係になる。ジンの退学後、彼が勤めていたカジノを訪れ、写真の件の真相を問いただし、カメラマンになったもののスランプに陥っているタカオのためもう一度写真を撮るように頼み込んだ。
毬村 マオ（まりむら マオ）
声 - 小林沙苗
色白で長い黒髪の女性。「ロビン」というスポンサーの援助で、臨海大学や東京・八王子近辺のアインゴッド社研究所にて自分の精神を他人にインストールする装置の研究を行っている。マクベス社で神田タカシの実験に参加していた過去を持つ。リンを研究の実験体としていたほか、セツナを保護者として養っている。しかし、セツナにキスをした際に、自分の意識を若い肉体へインストールして不老不死になるという願望を知られて逃げられ、彼女を追った先で助手のコウイチに射殺された。
伴 コウイチ（ばん コウイチ）
声 - 岡本信彦
毬村マオの助手。眼鏡を掛けた青年。マオの研究室で彼女を手伝っている。後に「ロビン」の命に従ってマオを殺害し（何らかの手段で操られていたと考えられる）、彼女の開発したインストール装置を盗み出した。その後、インストール装置はパックの下へ渡ったが、彼自身の動向は不明。
麻野田 カズヤ（あさのだ カズヤ）
声 - 中田譲治
麻野田組を率いるヤクザ。娘のクミコを子供の頃に奴隷市に連れていき、バクを選ばせる。その後は彼を地下闘技場の選手として働かせている。なお、自身やクミコ、ハルヒコを含む組関係者は、過去のマグス号事件で全員死亡しており、バクの能力が消え去ると同時に皆消滅した。
麻野田 クミコ（あさのだ クミコ）
声 - 瀬戸麻沙美
麻野田組長の一人娘。5年前にバクを奴隷市で買って以来、その行為に負い目を感じる一方で彼に想いを寄せている。バクが闘技場で戦うことや、ハルヒコについては良く思っていない。マグス号事件の悪夢に悩まされている（その原因は、自分が既に死んでいたため）。ハルヒコに銃で撃たれた際に真実に気づき、バクへ自分をもう解放してほしいと告げて消えていった。
狩屋 ハルヒコ（かりや ハルヒコ）
声 - 小野塚貴志
麻野田組のNo.2。クミコの婚約者。カジノ「オルランド」を運営しており、そこで働いていたジンを自分の道具にしようとしていた。心臓を貫かれても復活することを予期していたことから、自分が傷ついても何故か再生することをある程度は把握していたが、それがバクの力によるものであることには気づかず、バクの覚醒直後に事態を飲み込めぬまま消滅した。
ロビン
声 - 下和田ヒロキ
キルトガングの母船であるオーベロンの制御システム。遊星歯車装置をサポートするために作られた。詳細は「パック」を参照。

### ダイチの家族・親族
真夏 タイヨウ（まなつ タイヨウ）
声 - 森川智之
ダイチの父親。宇宙飛行士。9年前、地球に侵攻しつつあったキルトガング（アマラのアマロック）を迎撃するために有人インパクター「スターエンブレム号」で特攻し、死亡した。なお、妻の真夏ウミもダイチの幼少期に病気で命を落としている。
真夏 トシアキ（まなつ トシアキ）
声 - 保村真
ダイチの叔父。40歳。ダイチの両親の死後に彼を引き取り、保護者を務めている。夏休みに種子島へ出かけたまま戻らないダイチを心配してGlobeを訪れ、元の生活に戻るよう説得を試みるが、ダイチとレイトの騒動の末に、ダイチの独り立ちを悟る。

### その他
嵐 エイジ（あらし エイジ）
声 - 石田彰
天海道の方舟ブロックで冬眠措置されていた囚人。キヴォトス計画の選抜メンバー（第1次スリーパー）であり、テッペイの遺伝子提供者。自分を保護しに来たテッペイには父親として振舞う。ソルティドッグの息がかかった者達に拉致されるも、逃げ出して行方をくらます。過去に暴行と殺人未遂の事件を起こしているが、それはテッペイがマクベス社の実験体になることを阻止するためであった。出番は第5話のみで、その後登場することは無かった。
エーリアル
ランドセルを背負った水色髪の小学生風の少女（第23話では浴衣姿で現れている）。登場時には、リコーダーで「きらきら星」を吹く。ダイチをアースエンジンの所へ導いたり、テッペイがライブラスター・DCを入手した際にイメージ映像として現れているが、少女の姿で見えているのはダイチのみである。最終話にてピッツがエーリアルであったかのような描写があるが、詳細は不明。彼女は、キルトガングとは正反対の存在であるらしい。

## 登場メカニック

### インパクター
地球側のキルトガング迎撃用の兵器。全長の差で大型と小型の2種類が存在し、さらに「迎撃派」が所有し操縦者の必要な有人タイプと、主に「方舟派」が所有する遠隔操作系の無人タイプに分類される。有人タイプは「エンジンシリーズ」とも呼ばれ、ライブラスターを動力源とし、小型のオーディナリー形態が3つのパーツを合体・装着して大型のインパクター形態へと変わる。インパクター形態は迎撃派が対キルトガングの決戦兵器と位置付けている。なお、“エンジン”シリーズはGlobe製のインパクターの名称で、別の設計思想に基づくエンジンシリーズもある。元々は「キヴォトス計画」におけるキヴォトスの護衛のために開発された。
また、アースエンジンとネビュラエンジンのために「ブーステッド・プラズマグナム」という大型支援兵器も開発されている。
アースエンジン・インパクター
キルトガングと戦うため、グローブ種子島基地が秘密裏に開発した有人インパクター。搭乗者はダイチ。アースエンジン・オーディナリーをコアとして、天海道に保管されている3つのエクスパンド（ロードゲートに保管されて脚部になる「EEE01」、マリンゲートに保管されて腹部と腕部になる「EEE02」、スカイゲートに保管されて頭部と胸部になる「EEE03」）と合体することでインパクターになる。合体システムを導入しているのは、破損部分の換装作業のコストパフォーマンスの良さとメンテナンスのしやすさのためである。当初の搭乗者はテッペイが予定されていた。アースエンジンという名前は、ダイチの父の真夏タイヨウが付けた名称である。
- 格闘 - そのまま巨大な腕を使って格闘攻撃を行う。
- 腕部大砲 - 両腕部に内蔵されたキャノン砲。近距離であればキルトガングの破壊にも通用する。
- 肩部火器 - 両肩部に内蔵された実弾式のバルカン砲。肩自体が回転するため上方や後方にも攻撃可能。
- スティグマグナム - 頭部に内蔵された最大の威力を持つ主砲。発射時に頭部が破損するため、1度しか撃てない。
- ビームブレード - 両腕部から発生させる近接武装。作中未使用。プラモデルに特殊ギミックのパーツとして付属。

アースエンジン・オーディナリー
アースエンジン・インパクターのコアとなる小型アースエンジン。形式名は「生命力機関搭載型機動主機」と言い、初めからライブラスターありきで設計されている。
起動するためにはライブラスターが必要で、ライブラスターを通じて人の生命力をオルゴンエネルギーに変換して作動する。Globe種子島基地からペガサス・ロケットで宇宙へ撃ち出され、戦闘終了後は地球への帰還モジュールの役割を担う。また地上ではマシングッドフェローとの戦闘に用いられ、機動列車の格納庫からレールガンによってマシングッドフェローの出現地点へ撃ち出される。白地に赤のカラーリング。
- プラズマグナム - 左右の大腿部に収納されているビームガン。使用時はS字型（逆S字型）に展開する。ネビュラエンジン・オーディナリー、フレアエンジン・オーディナリーと共通の装備。

ネビュラエンジン・インパクター
第10話より登場。アースエンジンと同じ有人インパクター。搭乗者はテッペイ。ボディカラーは青色。元々アースエンジン開発用のプロトタイプだったものを改造して使用しており、3機のエンジンシリーズの中で最初に完成していた。アースエンジンと同じくネビュラエンジン・オーディナリーが天海道にある3つのエクスパンド（NEE01、NEE02、NEE03）と合体して登場する。攻守のバランスが良く、テッペイのための機体と言える。武装の頭文字の「DC」とは、テッペイが持つライブラスター・ドリームキャッチャーの略称。
- DCキャノン - 両腕先端部から放つオルゴンエネルギーを変換したビーム射撃。
- DCソード - オルゴンエネルギーをサーベル状に収束したビーム斬撃。
- DCシールド - 腕から展開するビームシールド。

ネビュラエンジン・オーディナリー
テッペイが使用していたマシングッドフェロー「荒武者」を機体内に搭載した小型ネビュラエンジン。ネビュラエンジン・インパクターのコアとなる。輸送機レーゲンボーゲンから宇宙へ撃ち出される。アースエンジン・オーディナリーと比べて頭部形状が違う。白地に青のカラーリング。

フレアエンジン・インパクター
第16話より登場。アースエンジンらと同じ有人インパクター。搭乗者はハナ。ボディカラーは赤色。アースエンジンやネビュラエンジンの予備機として、単なる迎撃強化だけでなく敵本拠地を叩くことを想定して開発・製造が進められた。フレアエンジン・オーディナリーが天海道にある3つのエクスパンド（FEE01、FEE02、FEE03）と合体して登場する。基本は遠距離砲撃用だが、肩部の砲塔を腕部に変形移動させることで近距離への砲撃を行うことも可能となる。
本機の出撃は第16話におけるアイアタル戦の僅か1戦のみで、その後戦闘に参加することは無かった。戦闘以外での登場はアースエンジン出撃の際にドックに格納されていた場面がある。
- 長距離キャノン砲 - 肩口部分に接続された大口径の2連装キャノン。強力なビーム射撃が可能。
- 近接用拡散高出力砲 - 近距離における敵に対し、下部砲口を対象に向けて放つ拡散ビーム砲。

フレアエンジン・オーディナリー
フレアエンジン・インパクターのコアとなる小型フレアエンジン。アースエンジン・オーディナリーと同じくペガサス・ロケットで宇宙へ撃ち出される。他の2機と比べて頭部や肩部が違う。白地にオレンジのカラーリング。

ケルベロス
キヴォトス計画の護衛用に方舟派が開発した「マグネティック・レビテーション式高機動インパクター」。3機1組で構成されており、互いが超伝導磁力フィールドで干渉し合い、動きをカオティック（無秩序）に制御する仕組み。しかしモールキンに制御を乗っ取られてしまい、アースエンジンとネビュラエンジンに襲い掛かった。最終的に1機がモールキンに操られた状態のままアースエンジンに撃墜され、残る2機はアカリがコントロールを奪還するも、モールキンに撃墜された。その後、オペレーション・サマー発動時に、ガルムエンジンに搭載されていた機体として再登場するが、3機とも全てダイチに撃墜されている。
- レーザー - 中心部の赤い発射口から放つレーザー。

サラマーエンジン
方舟派が所有する巨大無人インパクター。オーストラリアから日本へ向かうダイチ一行を追撃した。可変機構（通常の巡航モードと戦闘モード）を持つ。変形後は犬を彷彿させる姿になり、マニピュレーターを擁した2本の腕が出現する。ダイチ達の大型輸送機を撃墜しようとするが、フレアエンジン・オーディナリーを海中に落下させた後に現れたブルーメの砲撃で破壊された。
- サーラメーヤ - 巡航モード時に射出する球状の小型ポッドで、レーザービームで攻撃する。
- マニピュレーター内蔵ビーム砲 - 2本のマニピュレーターの中心部に備えられたビーム砲。
- 高出力ビーム砲 - 口腔部内に装備されたサラマーエンジン最大の威力を持つビーム砲。

ガルムエンジン
方舟派が所有する超巨大無人インパクター。天海道と同じ程の大きさを誇る。キルトガング捕獲用に開発された。6本の巨大なツメが付いた花または蜂の巣のような形状をしている。オペレーション・サマー発動の際に発進したブルーメを待ち受け、強大な火力と内部に配備していたケルベロスとの連携でダイチ達を苦しめたが、アースエンジン・インパクターの攻撃で撃破された。
- プラズマビーム砲 - 中心部から大出力のビームを連続して発射できる。
- プラズマフィールド - 24機の子機を周囲に配置してフィールドを展開し、対象を捕獲する。

無人インパクター
宇宙空間でAEO（地球近傍天体）を自動的に迎撃するための無人兵器。キルトガングの迎撃にも使用される。配備位置により第1防衛圏インパクター（地上から37万～3万6000km）、第2防衛圏インパクター（地上から3万6000～350km）、低軌道インパクター、成層圏内インパクターと区別される。核兵器を搭載しているものもあり、地球を汚染しないよう遠距離での迎撃が必須となっている。
- ヴァインシュトック - Globeドイツ基地所属の第1防衛圏インパクター。10m級のミサイルを21基搭載している。
- ファイゲ - Globeドイツ基地所属の第1防衛圏インパクター。本体から射出される20m級小型機がレーザーで攻撃する。
- マルコーフィ - Globeロシア基地所属の第1防衛圏インパクター。20m級のミサイルを多数搭載している。

### キルトガング
遊星歯車装置メンバーの真の姿。詳細は「キルトガング」を参照。その大きさはエンジンシリーズのインパクター形態を凌ぐほど。
アマロック
アマラのキルトガング時の姿。Globe側の識別コードはTYPE1。バグベアにも匹敵する野性的な格闘能力を持ち、体当たり攻撃なども得意。各パーツは意外に柔軟性があり、体は見た目以上に動くことができる。エゴブロックは臓物部（腹部）に存在する。胴体中央部が細く、白い狼の様な頭部が特徴。基本カラーは黒。

モールキン
モコのキルトガング時の姿。Globe側の識別コードはTYPE2。両手から放つ誘導ビームや、光の矢の形をした極太ビームの「ルナティックアロー」を武器に、高速機動戦闘で相手を翻弄する。また、他の機械をハッキングし制御下に置くこともできる。エゴブロックは子宮の位置にある。全体的に、花を意識した様な意匠が見られる。基本カラーはピンク。

アルビオン
テッペイのキルトガング時の姿。Globe側の識別コードはTYPE3。武装は、剣に変形して盾の役割も果たす光の虹「アルクス」。ダイチとアマロックとの初戦の際、ピンチに陥ったダイチを助けるために現れた。戦闘後は宇宙空間に漂っていたがモールキンとの戦闘時にテッペイが自身のエゴブロックを盾にし、破壊された。エゴブロックは頭上にある。基本カラーは白。

リーバン
リンのキルトガング時の姿。Globe側の識別コードはTYPE4。移動速度が速く、瞬間移動も可能なスピード特化型。ヒレを展開した腕部による打撃や、遊星作印から放つビームを武器とし、トリック攻撃も得意。エゴブロックは足元に存在する。人魚のような優美な姿が特徴。基本カラーはエメラルドグリーン。

アイアタル
アイのキルトガング時の姿。Globe側の識別コードはTYPE5。キルトガングの中では最大の大きさを誇る、拠点要塞タイプ。遠隔無線誘導が可能なパイルを持ち、敵のビームを吸収し自らのエネルギーに変換・利用できるほか、足先の「蕾」と呼ばれる槍状の先端部から長距離ビームを発射可能。エゴブロックは大きく開いた背中にある。基本カラーは黄色。

ジンバルド
ジンのキルトガング時の姿。Globe側の識別コードはTYPE6。武装は、両肩部から放たれる強力なビームキャノン。ロングレンジ攻撃や連射に対応した射撃特化型のキルトガング。エゴブロックは右目部分に存在する。魔術師のような印象を受ける容姿が特徴。基本カラーは赤。

バグベア
バクのキルトガング時の姿。Globe側の識別コードはTYPE7。キルトガング随一のパワーを誇る近接格闘特化型。ナックルガードが付いた強靭な拳からの光拳を武器とし、巨体に似合わず機動力も高い。エゴブロックは右手にあるが、任意で左手へと瞬間移動できる。基本カラーは暗い黄緑色。

セイレーン
セツナのキルトガング時の姿。Globe側の識別コードはTYPE8。ドレスを着た女性のような容姿で、普段は隠れているが9つの目を持つ。破壊されたエゴブロックの再生・授与が可能（ただし、アバターなどが生存していて、魂のバックアップが保存されている場合に限る）。攻撃方法は口から放つビーム。エゴブロックは喉にある。基本カラーは紫。

### マシングッドフェロー
デザイナーズチャイルド専用のマンマシンインタフェースとそれを搭載した人型兵器の総称。詳細は「マシングッドフェロー」を参照。
荒武者（あらむしゃ）
テッペイ専用機。本体であるコクピットのみの状態でGlobe種子島基地で保管されており、彼がエゴブロックを破壊してライブラスターを手に入れた後は、ネビュラエンジン・オーディナリーのコクピットとして換装された。

天狼星（てんろうせい）
アマラ専用機。背中と腰部の大型のバーニアが特徴。機動力が高く飛行機能もあり、サブマシンガンとシールドを装備した万能タイプ。全ての基礎となる機体。

猛攻兎（もうこうと）
モコ専用機。背中および腰部のウイングと、臀部のバーニアにより、高速移動を可能としている。武装は、トンファーのように持った両腕のガトリング砲で、広範囲攻撃が可能。

人外境（じんがいきょう）
ジン専用機。背中の巨大なローターが特徴で、飛行が可能。胸部に大型センサー、頭部にも3つの遠距離索敵用センサーを搭載する。脚部は燃料タンクとなっている。武装は、右腕に装備したスナイパービームライフル。

蛇花火（へびはなび）
アイ専用機。重装甲で砲撃戦に特化しており、機体安定のために腰の背部からも足が設置された三脚式の機体。武装は、両肩の2連装キャノンと両腕のシールド裏に内蔵された3連装ビーム砲。

人魚姫（にんぎょひめ）
リン専用機。水中戦に特化し、人型モードと航行モードに変形可能な可変機。両肩にジェット推進器を搭載する。武装は、推進器内蔵の4門の魚雷発射口とふた振りの対装甲ナイフ。

爆裂獣（ばくれつじゅう）
バク専用機。近接格闘型で、全身にバーニア噴射口を内蔵し、踵の車輪によりローラーダッシュもできる。ナックルガードの付いた両腕や、脚部の伸縮ギミックを使った格闘戦を得意とする。

精霊鏡（せいれいきょう）
セツナ専用機。設定上には存在しているが、作中には登場しなかった。

### その他の兵器
ストライクビーグル
ソルティドッグ（方舟派）が所有する無人偵察機。AIとしてスーパーコンピューターを搭載する。武装は機首に装備した機関砲。オーストラリアでダイチ達の前に現れた。
ソルティブルドッグ
ソルティドッグ（方舟派）が所有する無人戦車。ストライクビーグルと同様にスーパーコンピューターを搭載する。オーストラリアではダイチ達を多数の車両が包囲した。砲弾が直撃すればオーディナリーの脚部を破壊する程度の威力はある。
ロビングッドフェロー
最終話に登場。ロビン（パック）のエゴブロックをインストールされ、ブルーメが変貌を遂げた超大型機動兵器。元々ブルーメのエンジンだった部分が体の腕の部分を担っており、その巨大な腕による格闘や腕から放つビームは絶大な威力を持つ。機体の内部にも、攻撃用の遠隔無線誘導端末を多数配備している。防御力も強大で、複数のキルトガングのエゴブロックを使った自爆攻撃にも無傷であった。オーベロンを破壊後に、地球圏へエンタングル・リンクするが、追って来たダイチのアースエンジンに内部へと侵入され、ダイチとハナのライブラスターの攻撃により内側から破壊された。

### Globeのメカニック
ペガサス・ロケット
別名「ペガサス号」。Globeの多段ローンチ・ヴィークル。2段に分離する。搭乗者はおらず、エンジンドライバーだけが乗り込む。発射は総合指令棟の主導で行われる。
レーゲンボーゲン
GlobeのSTOL（短距離離着陸）輸送機。子機を搭載しており、成層圏にて各エンジンシリーズのオーディナリーを射出し、エクスパンション・シーケンスの軌道に乗せる。
機動列車
Globeの列車。エンジンシリーズの各オーディナリーを乗せて、日本各地の既存の路線を移動する。オーディナリー射出装置を備え、指揮車の居住区画では宿泊も可能である。
エクラノプラン・ブラーヴニック
オーストラリア基地からダイチやテッペイ達が奪ったWIG輸送機。WIGとは地面効果翼機のことで、地表すれすれを飛行する。基地には配備されたばかりであった。

### 艦船
キヴォトス
キヴォトス計画の中心となる宇宙船。全長約400m、全幅約200m。通常のロケット推進で航行する。3機のエンジンシリーズを格納できるほか、射出用カタパルトも備える。船首部には武装として2門のビーム砲が搭載されている。オペレーション・サマー発動のために必要であり、迎撃派によって接取された。作戦遂行時には人工冬眠ブロックを切り離し、ブルーメとドッキングして運用される。ブルーメは実質ハナ専用艦のため、ダイチやテッペイ、アカリの3人は本船に乗り込んでいる。
ブルーメ
ハナがキルトガングから逃れる際に銀河の彼方から乗ってきた宇宙船。全長約4800m。船体表面は幾何学模様で覆われ、船尾部分にはクリスタル状の鉱物の集合体でできたノズルがある。本来はハナの生体を維持するための巨大な外部情報記録体としての役割を担っている。内部には「ハナの空間」という半球形のフィールドがあり、中央の台座にある水球の中でハナが眠っていた。起動はハナにしかできず、一度乗り込んだらハナは自分の意思で下船することもできない。船から離れるためにはダイチの力が必要となる。キルトガング同様に、エンタングル・リンクによる超空間移動ができるが、何度もそれを繰り返すと、数千年単位でハナが外に出られなくなってしまう。船内には大量のオルゴンエネルギーが蓄積されており、船首部分から放つ大出力のオルゴンビームは驚異的な威力を持つ。現在の地球の科学力では恒星間航行が可能な宇宙船を作れないため、Globeの「方舟派」・「迎撃派」両方が実行しようとしている目的のために必要不可欠な存在。
当初は種子島基地近くの海底に沈んだ状態で全貌は不明だったが、第19話で空中へ浮上しその姿を現した。その後は宇宙に上がり、天海道に係留されている。オペレーション・サマー発動時にキヴォトスとドッキングを行い、ハナが乗り込んで天王星へ向かった。最終話にてロビン（パック）の手でロビングッドフェローとされてしまう。
オーベロン
キルトガングの母船である恒星間航行機能搭載型要塞空母。直径1167km。形状は楕円形で、ハナ追跡のために天王星付近までやってきた時、動力源であるリビドーが枯渇してしまい、天王星の衛星軌道上で休眠状態にあった。地球からは長い間天王星の衛星として認識されていた。主に中枢、第三艦橋、ビームクリスタルの3つの区画に分かれ、中枢にはエゴブロックの保護や再生、生成を行う「コクーン」と制御システムの「ロビン」、第三艦橋には各キルトガングの可視情報が保存されたモノリス「キルトガングプレート」が置かれている「キルトガングの間」が存在し、オーベロン底部には主砲となるビームクリスタルが設置されている。外郭の波紋は隕石の衝突痕で、周囲には水滴のような形をした小型の自立飛行型防衛装置が周遊している。

## 用語

### 組織・企業・施設
Globe（グローブ）
いち早くキルトガングの侵攻に気付いた人達が立ち上げた超国家的組織。世界各国に拠点があり、日本には種子島に基地がある。種子島基地では、エンジンシリーズのためにペガサス・ロケットや輸送機のレーゲンボーゲン、機動列車といったものが配備されている。種子島基地の敷地は総合指令棟や医療棟、警備施設があるエリアと、隔離施設（下層は海に繋がっている）やペガサス・ロケット発射台があるエリアの大きく2つに分けられている。
組織内部はキルトガングに対する対応で意見が分かれており、キルトガングに対し戦いを挑み勝利を得ようとする「迎撃派」と、地球は滅びると信じて種の存続のために「キヴォトス計画」という地球脱出計画を企む「方舟派」の二つの内部派閥が対立している。種子島では迎撃派、オーストラリアでは方舟派の意向が強いなど、基地ごとにより雰囲気が違うが、組織全体においてはキルトガングを迎撃しながら万が一の保険として「キヴォトス計画」の方も進めておく、という中立的な考えの人々が多い。
天海道
地球の衛星軌道上に浮かぶ、3つの人工衛星による宇宙ステーションの総称。正式名は低軌道衛星基地エリア48「天海道」。日本の48番目の都道府県として登録がされている。地球から近い順に、それぞれ「α衛星（スカイゲート）」、「β衛星（マリンゲート）」、「γ衛星（ロードゲート）」の名が付いている。各衛星にはエンジンシリーズのパーツ（エクスパンド）が収容されており、エンジンシリーズの「エクスパンション・シーケンス」が作動すると「タイダル・チャンバー」システムが起動し、各衛星が直列に並ぶ。そして各オーディナリーが通過しインパクターへ合体する。内部には宇宙船キヴォトスや人工冬眠ブロック（通称：方舟ブロック）、インパクター格納庫、射出カタパルトなどがあり、「迎撃派」・「方舟派」双方にとっての重要な宇宙拠点である。なお、知事室や居住区、入港ドックなどの主要施設はα衛星にある。
マクベス・エンタープライゼス
Globeにも技術協力している日本を代表する巨大企業。CEOは創業家一族の久部マサキ。宇宙開発から軍需産業まで幅広く手掛けている。本社は千葉の海浜幕張駅から幕張メッセへと続く道を海上に延ばした先にある、地上130階、高さ650mという超巨大ビル。本社地下には兵器開発室や久部も知らない遊星歯車装置の間が存在する。世界最高性能の人工知能パックの指示のもと、デザイナーズチャイルドやマシングッドフェローを開発している。マシングッドフェローの真の使用目的（遊星歯車装置をキルトガングに転位させること）を知る者は当人達とパックだけであり、久部を含め社員達はキルトガングによる地球侵攻の片棒を知らないうちに担がされている。
レガシー
久部マサキが所有していた人工衛星。建造はマクベス社の子会社である「シートン・カンパニー」が担当した。質量は約10万t。月と地球の中間点に置かれ、キヴォトス計画のための物資が貯蔵されていた。久部への制裁と種子島基地の壊滅を目論むアマラとモコによって秒速6000mという速度（予想追突エネルギーは原子爆弾の100倍に相当する）で地球へ落とされるが、落下直前にブルーメのオルゴンビームによって消滅した。

### キルトガング関連
キルトガング（KILL-T-GANG）
完全機械生命体（異星人）。遊星歯車装置のアバター達の本当の姿。人智を超えた力と、（人間から見れば）永遠に近い命を持つが、その維持には膨大で高濃縮された「リビドー」が不可欠である。1体でも地球に到達すれば全人類のリビドーを摂取できる。各キルトガングでエゴブロックの収まる個所が異なり、それぞれの造形の違いは、本人の「自分はこうである」というエゴ（自我）が可視化されたものである。外殻をはじめとする素体が破壊されてもエゴブロックとオルゴンエネルギーがあれば何度でもキルトガングとして具現化・復活できる。なお、各キルトガングともエンジンシリーズのインパクター形態よりも遥かに大きく、それでいて機動力に劣ることも無い。
地球へ9年前に初侵攻し、月の裏側にあったダイダロス基地に壊滅的被害を及ぼしたキルトガング（アマロック）は、タイヨウの犠牲により撃退され以降は沈黙していたが、ひそかにデザイナーズチャイルドを創生するなど逆襲を図っていた。そして9年ぶりに新たなる個体（モールキン）が出現。以降地球への接近を再開している。オペレーション・サマー時（第24話）にアルビオンを除く全キルトガングが初めて揃ったが、ロビン（パック）に操られ（エゴブロック化され）、武器として使われたり自らロビングッドフェローに特攻するなどして全員がキルトガングの体を破壊されている（なお、その際には残っていたアマロック、モールキン、バグベア、セイレーンが一時的にダイチ達と共闘した）。
遊星歯車装置
元々は地球人類と同じ有機生命体であったが、エゴブロックにより魂の情報化に成功。機械の肉体（キルトガング）を獲得し、永遠の命を手に入れた種族のこと。主目的はキルトガングとしての活動のための「知的生命体のリビドー収集」。銀河の星々を渡り歩きながらリビドーの奪取を繰り返し、滅ぼしてきた一種の宇宙吸血鬼（スペースバンパイア）のような存在。いくつかの集団に別れて銀河に散らばっており、太陽系にやって来たのが王族のセイレーン（セツナ）率いる今作の遊星歯車装置である。数千年前に彼らから逃亡したハナとブルーメを追う過程で太陽系に到着するが、オーベロンのエネルギーが尽きてしまったため、太陽系に知的生命体が生まれるまで長い間潜伏していた。組織の構成人員は、キルトガングのアバター（分身体）であるデザイナーズチャイルド（アマラ、モコ、ジン、アイ、リン、バク、セツナ）の全7名。テッペイも当初はメンバーだったが完全覚醒前に自分の意志でエゴブロックを破壊し、離脱している。
彼らは一定の年齢（概ね17歳前後）になるまではキルトガングの使命を知らずに成長するが、覚醒後は掌に遊星作印が浮かび上がり、記憶を取り戻す。本来の姿であるキルトガングに戻る際は、アバターがマシングッドフェローに乗り込んだ状態で高濃度リビドーのカプセルを充填することで「アブリアクション（オーベロン内のエゴブロックにエネルギーと精神が転送される）」し、「ギグモード」という精神状態の可視化を行う（あくまで仮想的な姿であり、この姿でキルトガングを操縦している訳ではない）。そしてオーベロンから超空間移動したエゴブロックと融合し、キルトガングとしての身体を実体化させる。ただし、エゴブロック単体で地球に直接近づいて人類の精神圏に接触すると、「リビドーバースト」を起こしてエゴブロックが破壊されてしまう。
なお、アブリアクションの完了には4分の時間が掛かり、3分59秒までにリビドーカプセルを破壊されると抽出が中断される。そのため、Globeがピッツとハナを使ってアブリアクションの予想位置を特定し実行を感知できるようになっていた間、ジン以降のメンバーは時間稼ぎを行わなければならなかった（ピッツが怪我をし予想できなくなってからはその必要は無くなった）。
デザイナーズチャイルド
地球の企業であるマクベス・エンタープライゼスが、約17年前にパックの発案を元に非合法な遺伝子工学技術により生み出した人造人間。外見は地球人類と全く見分けがつかない。表向きはマシングッドフェローの操縦を最適化するための生体兵器とされているが、真相はキルトガングが分身体にするため自らの因子を地球人類の遺伝子に組み込んで、地球侵略の手助けをさせようとするものだった（来るべき時によって遊星歯車装置としての記憶が蘇る）。彼らは普通の人類のようにリビドーを自ら生み出せず、リビドーが必要なライブラスターを撃つことも出来ない（しかしテッペイはキルトガングとしての自分を捨てたことにより、ライブラスターを使用することができた）。
テレパシーキス
遊星歯車装置による互いの記憶や能力の共有を可能にするキス。基本的には表層意識のみが伝達されるが、深いキスであるほど大量の情報伝達ができる。相手が普通の人間である場合にも有効。なお、相手が睡眠状態にある場合は自分の気持ちは伝わらない。もう一つの機能はアバターの覚醒であり、遊星歯車装置として覚醒した者が未覚醒の者にキスをすることで、遊星歯車装置の記憶を取り戻す。
シンギュラリティ
「特異」「非凡」といった意味の語。本作では、主に「アバターが使えるキルトガング固有の超能力」や「オルゴンエネルギー由来の特殊能力」を指す。セツナのオルゴンエネルギーを集める力、ジンの金属を遠隔操作する力、バクの死者をバーチャル生命体として再生する力、モコのセツナの居場所を感じ取る力、テッペイの丸い虹（導きの虹）を発現させる力などがこれに当たる。なお、力の発動に際しては遊星歯車装置としての覚醒の有無は関係ない。
リビドーカプセル
セツナのシンギュラリティにより収集されたオルゴンエネルギー（高濃縮リビドー）を集めたカプセル。10年前、マクベス社の神田社長が当時7歳のセツナを使い、最初に収集に成功した。神田はこれを次世代のエネルギーと捉えていたが、実際はパックの誘導の結果であり、キルトガングの地球侵攻の際の必要エネルギーとして利用するためであった。収集の対象は破滅願望が強い人間に限られ、エネルギーを吸われると一時的に昏睡状態に陥るものの、死ぬことはない。
エゴブロック
キルトガングの魂（精神情報）が記録されたキューブ状の物体。これにより遊星歯車装置は「死なない人間」となった。「リビドーバースト」を起こしてしまうため、そのままでは地球に近付けない。これが破壊されない限り、たとえ体（キルトガング）が破壊されても蘇ることが出来る。エゴブロックを破壊するには本人の意思が必要らしく、インパクターなど外部からの通常攻撃ではビクともしない（唯一、ブーステッド・プラズマグナムならば破壊可能）。また、もし仮に破壊されたとしても、アバターが健在ならばオーベロンのコクーンとセツナの力で再生ができる。なお、アマロックは青、モールキンはピンク、アルビオンは白、リーバンは水色、アイアタルは黄、ジンバルドは赤、バグベアは緑、セイレーンは紫と、各自で色が異なる。また、パックが手に入れた物は黒色で、中央の目が特徴。
遊星作印
作印は「サイン」と読む。遊星歯車装置の証であり、キルトガングおよび、そのアバターが手から出せる歯車状の紋章（ただし、アバター時とキルトガング時では形状が異なる）。盾としての強度は各自のリビドー（欲望）の強さで決まる。

### 技術・兵器
ライブラスター
宇宙上唯一無限のエネルギーを発生させることが出来ると言われる銃。人の生命力をオルゴンエネルギーに変換して攻撃する以外に、エンジンシリーズを動かすための起動キーの役目も果たす。ピーターは「銃の形をし、意思をもった異次元生命体」との見解を示している。ダイチが手にした「ライブラスター・シード（遊星歯車装置側はライブラスター・種子島と呼んでいる）」、テッペイがエゴブロックを破壊したのちに手にした「ライブラスター・DC（ドリームキャッチャー）」、そしてハナが元々持っていた「ライブラスター・ブロッサム」の全部で3丁が存在する。手元に無くとも、持ち主が念じることによって呼び出すことが可能。発射されるオルゴンビームはマシングッドフェローにダメージを与えることができるほど強力であり、さらに「エクディシスモード」へ進化することによりビームを自在に操れるようになる。限られた命を持つ者しか操者になれず、無限の命を持つ遊星歯車装置の面々とは対極にあり、互いに相容れない存在である。ハナはこのライブラスターを撃つために作られ、当初は撃つことはできなかったが後にダイチとテッペイを守りたいという気持ちにブロッサムが反応し撃てるようになった。また、キヴォトスに乗り込んだテッペイはDCを使い、多大な負荷が掛かるものの、ガルムエンジンの砲撃すら防ぐ強力なDCバリアを展開させている。
マシングッドフェロー（MGF）
マクベス・エンタープライゼスによって開発されている「ニューラル・マヌーバ・システム（神経操作装置、略称はNMS）」を使った汎用性マンマシンインターフェイスの名称。アマラ達が開発を手伝っているマクベス社が所有している物以外に、テッペイ専用のものが神田事件の折に密かにマクベス社から接収されてGlobe種子島基地にあり、のちにネビュラエンジン・オーディナリーに換装された。コクピットユニットに手足や武装を換装したものは、「ロボットデコラティブVer.」と呼ばれる。それ以外にも換装の仕方により第21話でアイが乗った小型宇宙船の役割を持つ「地球降下タイプ」や、第8話でジンが戦闘での脱出時に乗った「水面フロート」などのタイプがある。Globeのエンジンシリーズのオーディナリーには、MGFの基本設計が技術転用されている。
表向きはデザイナーズチャイルドの脳や神経とシンクロして高い機動性を持った兵器として開発されており、実際に戦闘能力は非常に高い。しかし真に重視されている機能は、キルトガングのアバターである遊星歯車装置のメンバーを高濃縮リビドーを注入することによって精神体に変換し、キルトガング本来の姿に転位させる機能である（この機能の存在は、遊星歯車装置のメンバーとパックしか知らない）。
マルチモーダル・ビッグデータ・アナリシス・システム
通称「MMBAS（エムエムバス）」。世界各地に点在する様々なセンサーを利用して、マシングッドフェローの出現ポイントを予測するシステム。MGFのオルゴンエネルギー放出が始まると微量の地震動や電磁波伝達の変動が起き、周囲の人間や動物にも僅かだが影響を及ぼす。その変化を高感度地震計やGPS等の情報から読み取って集約し、エピセンター（震央）を特定する。
ブーステッド・プラズマグナム
ロケットの先端に超巨大変換式プラズマグナム砲を換装した、急造型高速駆逐機。ライブラスターのオルゴンエネルギーに内包されたインテリジェンス情報を完全に削除し、純粋なエネルギーに交換することで、オーベロンの中枢部すら破壊可能な殲滅兵器として天海道で開発されていた。アースエンジンとネビュラエンジン用の2機が配備される（それぞれカラーリングは異なっている）。発射には最低でも2.0ギガジュールのエネルギーが必要で、操縦席にインパクターが乗り込んで起動する。第21話ではアイの策略で天海道に迫る大量のデブリを破壊するために、ダイチが発進させて砲撃を行った。直撃させればキルトガングすらもエゴブロックごと破壊できる威力があるが、オーベロン内での戦闘で2機とも大破・喪失する。
プランターユニット
ブルーメを動かさなければならない状況が発生した時のため、ツトムの推進の下、脳電磁共鳴波ノイズの少ない月基地で開発されていたエンタングル・リンクの制御装置。これによりハナの脳電磁共鳴波や生体情報を外部からブルーメへと転送し、遠隔操作が可能となってハナの負担が減るメリットがあったが、未だ開発中で完成には程遠く、最終決戦には間に合わなかった。

### その他の用語
リビドー / オルゴンエネルギー
人類など、肉体を持って生まれた知的生命体が持つ根源的エネルギー。生命力。両方とも概ね同じ存在を指しているが、作中では主にキルトガングが奪うモノを「リビドー」（“ 高濃縮リビドー ”と呼称することもある）、ライブラスターやアースエンジンなどメカニックの動力源になるリビドーのエネルギーを「オルゴンエネルギー」と呼んでいる。キルトガング達は機械の身体を持つが故にリビドー（オルゴンエネルギー）を持たず生み出すこともできないため、これを求めて多くの宇宙の生命を滅ぼしてきた。
ネオテニー
本来の意味は未成熟な性質が残る生物のことで、一定の環境下で本来の姿に成長する。本作では遊星歯車装置のメンバーが、ダイチ・テッペイ・ハナのようにライブラスターを撃つことができる者を「ネオテニー」と呼んでいる。
エンタングル・リンク
超空間移動のこと。エンタングルとは「量子もつれ」を意味する。遊星歯車装置のアバターはオーベロンから射出されたエゴブロックが月近くにエンタングル・リンクすることでキルトガングとして実体化する。オペレーション・サマー発動時はオーベロンへ向かうためにエンタングル・リンクが必須となるが、その際に通常の人間（ダイチやアカリ）が耐えきれるかどうかは不明であり、危険が大きいとされる。
キヴォトス計画
Globeの「方舟派」が推進している地球脱出計画。「キヴォトス」とはギリシア語で方舟という意味。表向きは志願者による長距離宇宙旅行と銘打っているが、実際は密かに選ばれたエリートのみを人工冬眠で宇宙船に乗り込ませ、ハナを乗せたブルーメを利用してキルトガングに狙われる地球から逃がし、キルトガングが残った人類のエネルギーを吸い尽くして太陽系から去った後でひっそりと呼び戻し、太陽系内にコロニーを築く、というもの。キヴォトスはこの宇宙船の名称でもある。キヴォトスは恒星間航行可能な宇宙船ブルーメと合体して運用することを前提にして作られており、ブルーメを起動する鍵となるハナの身柄の確保は至上課題となっている。なお、その際のハナの安全性は考慮されていない。選抜メンバーは全てパックが恣意的に決めたことが久部との対話によって明らかになっている。天海道の司令官であるツバキは娘のアカリを選抜メンバーに入れようとしていたが、本人の意思により断念した。
オペレーション・サマー
Globeの「迎撃派」（ツトムを中心とした種子島基地隊員達）が密かに計画しているキルトガングの母船オーベロンへの直接殴り込み作戦。3人のネオテニーが揃い、3機のエンジンシリーズ（巨大インパクター）が動かせる様になることが大前提の作戦であるため、ミッドサマーズナイツが遊星歯車装置と交戦経験を重ねることは、結果としてミッドサマーズナイツのメンバー達をネオテニーとして覚醒させるための時間稼ぎという側面もあった。オーベロンへ赴くためにはブルーメや宇宙船キヴォトスが必要であり、その意味では「キヴォトス計画」同様、作戦の遂行にはハナの真なる覚醒が必須となる。オーベロンの中枢部破壊にはブーステッド・プラズマグナムが使用される。
神田事件
マクベス社が起こした一大スキャンダル。マシングッドフェロー開発に伴い、遺伝子操作による人造人間=デザイナーズチャイルドを使った兵士製造が明るみに出て社長の神田タカシが自殺したことからこう呼ばれる。この際日本の施設にいた6人のデザイナーズチャイルドの内、テッペイはマシングッドフェローと共にGlobeに保護・接収されている。残り5人のデザイナーズチャイルドは行方不明になり、新たに創業家からマクベス社の社長に就任した久部によって、当時海外の研究施設にいたアマラとモコが日本に呼ばれた。なお、神田の死は自殺ではなく、実際はパックの手で殺されていた。
マグス号事件
ヤクザの麻野田組のクルーザーが爆破され沈没した事件。何故か犠牲者は0であったが、真実はバクのシンギュラリティで全員が再生されていただけで、実際には全員その場で死亡していた。爆発の原因は組長の娘のクミコが父の人身売買の行為に終止符を打とうと爆弾を爆発させたことによる。

## スタッフ
- 原作 - BONES[15]
- 監督 - 五十嵐卓哉[15]
- 監督補佐 - 浅井義之[15]
- シリーズ構成・脚本 - 榎戸洋司[15]
- キャラクター原案 - 三巷文[15]
- キャラクターデザイン・総作画監督 - 石野聡[15]
- 特技監督 - 村木靖[15]
- エンジンシリーズデザイン・メインデザインワークス - コヤマシゲト[15]
- マシングッドフェローデザイン・メカニックデザイン - 柳瀬敬之[15]
- メカニックデザイン - 荒牧伸志[15]、高倉武史[15]
- キルトガングデザイン - 浅井真紀[15]、吉岡毅[15]
- コンセプトデザイン - okama[15]
- グラフィックデザイン - 草野剛[15]
- デザインワークス - 齋藤将嗣[15]
- 美術監督 - 矢中勝[15]、衛藤功二[15]
- 美術デザイン - 高橋武之[15]
- 色彩設計 - 中山しほ子[15]
- 撮影監督 - 神林剛[15]
- CGI監督 - 太田光希[15]
- 編集 - 西山茂
- 音響監督 - 若林和弘[15]
- 音楽 - MONACA[15]、神前暁[15]
- チーフプロデューサー - 南雅彦、大山良、後藤能孝、丸山博雄
- プロデューサー - 大薮芳広、岩瀬智彦、二見鷹介、橋本龍、古川慎、黒田康太、中川岳、酒井大、田中聡
- アニメーション制作 - ボンズ[15]
- 製作 - キャプテン・アース製作委員会[15]（エイベックス・ピクチャーズ、バンダイナムコゲームス、ボンズ、松竹、電通、A-Sketch、ローソンHMVエンタテイメント、グッドスマイルカンパニー）、MBS

## 主題歌
オープニングテーマ
「ビリーバーズ・ハイ」（第2話 - 第13話）
作詞 - 山村隆太 / 作曲 - 阪井一生 / 編曲 - 百田留衣 / 歌 - flumpool
第1話ではエンディングテーマとして、第25話では劇中歌として使用。
「TOKYO Dreamer」（第14話 - 第25話）
作詞・作曲 - 光村龍哉 / 編曲 - NICO Touches the Walls & Takashi Asano / 歌 - NICO Touches the Walls

エンディングテーマ
「アメジスト」（第2話 - 第13話）
作詞・作曲・編曲 - ARCHITECT / 歌 - HANA star. 茅野愛衣
第1話では未使用。
「The Glory Days」（第14話 - 第24話）
作詞・作曲・編曲 - ryo（supercell） / 歌 - Tia
「夜明けのひとりごと」（第25話）
作詞・作曲・編曲 - ARCHITECT / 歌 - HANA star. 茅野愛衣

劇中歌
「夢幻の華」
作詞 - こだまさおり / 作曲 - 神前暁 / 編曲 - 神前暁、高田龍一 / 歌 - 夢塔ハナ（茅野愛衣）
「あいすくりーむ?ラブ」（第9話）
作詞 - こだまさおり / 作曲・編曲 - 岡部啓一 / 歌 - アイ（山本希望）
「永遠なる刹那」
作詞 - こだまさおり / 作曲・編曲 - 高田龍一 / 歌 - セツナ（工藤晴香）

## 各話リスト
| 話数 | サブタイトル                                                         | 絵コンテ            | 演出       | 作画監督            | メカ作画監督        |
| ---- | -------------------------------------------------------------------- | ------------------- | ---------- | ------------------- | ------------------- |
| 1    | アースエンジン火蓋を切る Earthengine open fire                       | 五十嵐卓哉 村木靖   | 浅井義之   | 菅野宏紀            | 吉岡毅              |
| 2    | 銃の名はライブラスター It's called Livlaster                         | 五十嵐卓哉 村木靖   | 佐藤育郎   | 小平佳幸            | 大塚健              |
| 3    | アルビオンの虹 The rainbow of Albion                                 | 京極尚彦 五十嵐卓哉 | 京極尚彦   | 斎藤英子            | 長野伸明            |
| 4    | 遊星歯車装置の強襲 Assault of the Planetary gear                     | 福田道生            | 大西景介   | 村田峻治            | ねこまたや          |
| 5    | 星空の絵本 Starry sky's picture book                                 | 五十嵐卓哉          | 前園文夫   | 牛島勇二 鈴木佐智子 | -                   |
| 6    | キヴォトス計画 Kivotos plan                                          | 酒井和男            | 佐藤育郎   | 村井孝司            | -                   |
| 7    | 誕生ミッドサマーズナイツ The Midsummer's Knights                     | 古田丈司            | 成田歳法   | 出雲誉明            | 大塚健              |
| 8    | その作印（サイン）に気付く夜 Sign from the dark                      | 五十嵐卓哉          | 浅井義之   | 菅野宏紀            | 吉岡毅              |
| 9    | 魔法少女アカリちゃん Magical Girl Akari-chan                         | 福田道生            | 矢野孝典   | 斎藤英子            | 長野伸明            |
| 10   | 風の星で On the windy planet                                         | 数井浩子 村木靖     | 数井浩子   | 村田峻治            | ねこまたや          |
| 11   | セツナの窓辺 Through the window of Setuna                            | 大原実              | 大町生     | 服部憲智 嘉村弘之   | -                   |
| 12   | 闘う少年たち Boys' battlefield                                       | 福田道生            | 佐藤育郎   | 小平佳幸            | -                   |
| 13   | バクの街 My town                                                     | 五十嵐卓哉 黒川智之 | 黒川智之   | 村井孝司            | 大塚健              |
| 14   | 夜をつらぬく少女の涙 A maiden's tear that sparkled through the night | 吉田泰三            | 吉田徹     | 日下部智津子        | -                   |
| 15   | 本当の自分 True self                                                 | 福田道生            | 矢野孝典   | 石橋翔祐            | 阿部慎吾            |
| 16   | フレアの閃光 Her flare                                               | 大原実 村木靖       | 浅井義之   | 出雲誉明            | 吉岡毅              |
| 17   | 真夏の騎士たち The Knights of midsummer                              | 金子伸吾            | 佐藤育郎   | 前田義宏            | ねこまたや          |
| 18   | 荒野の猛襲 Onslaught through the wilderness                          | 五十嵐卓哉 村木靖   | 大町生     | 斉藤英子 武本大介   | 長野伸明            |
| 19   | 今は微笑む君だから Your smile means everything                       | 吉田泰三 村木靖     | 岡田堅二朗 | 小平佳幸            | 大塚健              |
| 20   | サテライトジャック Satellitejack                                     | 酒井和男            | 黒川智之   | 村井孝司 青野厚司   | -                   |
| 21   | キャプテンの条件 The meaning of a captain                            | 数井浩子 村木靖     | 吉田徹     | 日下部智津子        | 吉田徹              |
| 22   | 発動オペレーションサマー The Operation Summer                        | 五十嵐卓哉 村木靖   | 佐藤育郎   | 石橋翔祐 堀川耕一   | 横屋健太            |
| 23   | 真夏の夜の夢 A Midsummer Night's Dream                               | 五十嵐卓哉          | 吉田徹     | 日下部智津子        | 吉田徹              |
| 24   | オーベロン Auberon                                                   | 福田道生            | 浅井義之   | 斉藤英子 小平佳幸   | ねこまたや 阿部慎吾 |
| 25   | キャプテン・アース Captain Earth                                     | 五十嵐卓哉          | 五十嵐卓哉 | 石野聡 石橋翔祐     | 吉岡毅 大塚健       |

## 放送局
| 放送地域   | 放送局       | 放送期間                | 放送日時                     | 放送系列       | 備考                           |
| ---------- | ------------ | ----------------------- | ---------------------------- | -------------- | ------------------------------ |
| 近畿広域圏 | 毎日放送     | 2014年4月6日 - 9月21日  | 日曜 1:58 - 2:28（土曜深夜） | TBS系列        | 製作局 『アニメシャワー』第1部 |
| 東京都     | TOKYO MX     | 2014年4月6日 - 9月21日  | 日曜 23:30 - 月曜 0:00       | 独立局         |                                |
| 愛知県     | テレビ愛知   | 2014年4月7日 - 9月22日  | 月曜 1:35 - 2:05（日曜深夜） | テレビ東京系列 |                                |
| 日本全域   | BS11         | 2014年4月7日 - 9月22日  | 月曜 3:00 - 3:30（日曜深夜） | BS放送         | 『ANIME+』枠                   |
| 鹿児島県   | 南日本放送   | 2014年4月10日 - 9月25日 | 木曜 1:35 - 2:05（水曜深夜） | TBS系列        | 作品の舞台地                   |
| 日本全域   | アニマックス | 2014年6月2日 - 11月17日 | 月曜 22:00 - 22:30           | BS/CS放送      | リピート放送あり               |

| 放送地域 | 放送局             | 放送期間                | 放送日時        | 放送系列   | 備考     |
| -------- | ------------------ | ----------------------- | --------------- | ---------- | -------- |
| 日本全域 | バンダイチャンネル | 2014年4月11日 - 9月26日 | 金曜 12:00 更新 | ネット配信 |          |
| 日本全域 | ニコニコチャンネル | 2014年5月17日 - 9月26日 | 金曜 0:00 更新  | ネット配信 | [ 注 6 ] |

== BD / DVD ==
| 巻  | 発売日         | 収録話          | 規格品番      | 規格品番     |
| 巻  | 発売日         | 収録話          | BD初回版      | DVD初回版    |
| --- | -------------- | --------------- | ------------- | ------------ |
| 1   | 2014年7月18日  | 第1話 - 第3話   | AVXA-74482/B  | AVBA-74473/B |
| 2   | 2014年8月22日  | 第4話 - 第6話   | AVXA-74483/B  | AVBA-74474/B |
| 3   | 2014年9月26日  | 第7話 - 第8話   | AVXA-74484/B  | AVBA-74475/B |
| 4   | 2014年10月24日 | 第9話 - 第11話  | AVXA-74485/B  | AVBA-74476/B |
| 5   | 2014年11月28日 | 第12話 - 第14話 | AVXA-74486/B  | AVBA-74477/B |
| 6   | 2014年12月26日 | 第15話 - 第16話 | AVXA-74487/B  | AVBA-74478/B |
| 7   | 2015年1月23日  | 第17話 - 第19話 | AVXA-74488/B  | AVBA-74479/B |
| 8   | 2015年2月27日  | 第20話 - 第22話 | AVXA-74489/B  | AVBA-74480/B |
| 9   | 2015年3月27日  | 第23話 - 第25話 | AVXA-74490/B  | AVBA-74481/B |
| BOX | 2025年1月29日  | 第1話 - 第25話  | EYXA-14592〜3 | N/A          |

## WEBラジオ
『キャプテン・アース 〜Midsummer's Night〜』のタイトルで、2014年4月13日から9月13日まで文化放送の超!A&G+で毎週日曜 2:00 - 2:30（土曜深夜）に配信されていた。パーソナリティは真夏ダイチ役の入野自由。

## 書誌情報

### 漫画
キャプテン・アース
少年サンデー創刊55周年特別企画第5弾。『週刊少年サンデー』（小学館）2014年19号より連載開始され、アニメ放映終了後の第20話より『クラブサンデー』に移籍し、2015年4月17日まで連載された。作画は中西寛が担当。全4巻。
1. 2014年8月18日発売、ISBN 978-4-09-125098-8
2. 2014年10月17日発売、ISBN 978-4-09-125260-9
3. 2015年2月18日発売、ISBN 978-4-09-125318-7
4. 2015年5月18日発売、ISBN 978-4-09-125840-3

遊星歯車装置 世界の夢を現す者
『月刊ニュータイプ』（KADOKAWA 角川書店）2014年4月号から11月号まで連載された。全7回。構成はシリーズ構成の榎戸洋司、作画はキャラクター原案の三巷文がそれぞれ担当。テレビアニメ本編のスピンオフに相当する短編で、キルトガングの視点から物語が描かれている。掲載内容は「キャプテン・アース 公式アーカイブ FINAL EXPAND」に収録された。

### 関連書籍
キャプテン・アース 公式アーカイブ FINAL EXPAND
BONES（著、監修）、Newtype（その他）、出版社：KADOKAWA / 角川書店、2014年10月24日発売、ISBN 978-4-04-102213-9

## ゲーム
キャプテン・アース Mind Labyrinth
PlayStation Vita用ソフトとして、2015年2月26日にバンダイナムコゲームスから発売。ジャンルは青春群像アドベンチャー。
スーパーロボット大戦Card Chronicle
Mobageにて配信されていたソーシャルゲーム。2015年8月に期間限定で本作のキャラクター・メカニックが登場。
スーパーロボット大戦X-Ω
iOS / Android用アプリゲーム。2018年4月より、第3期参戦作品として本作のキャラクター・メカニックが登場。